# 奶黃

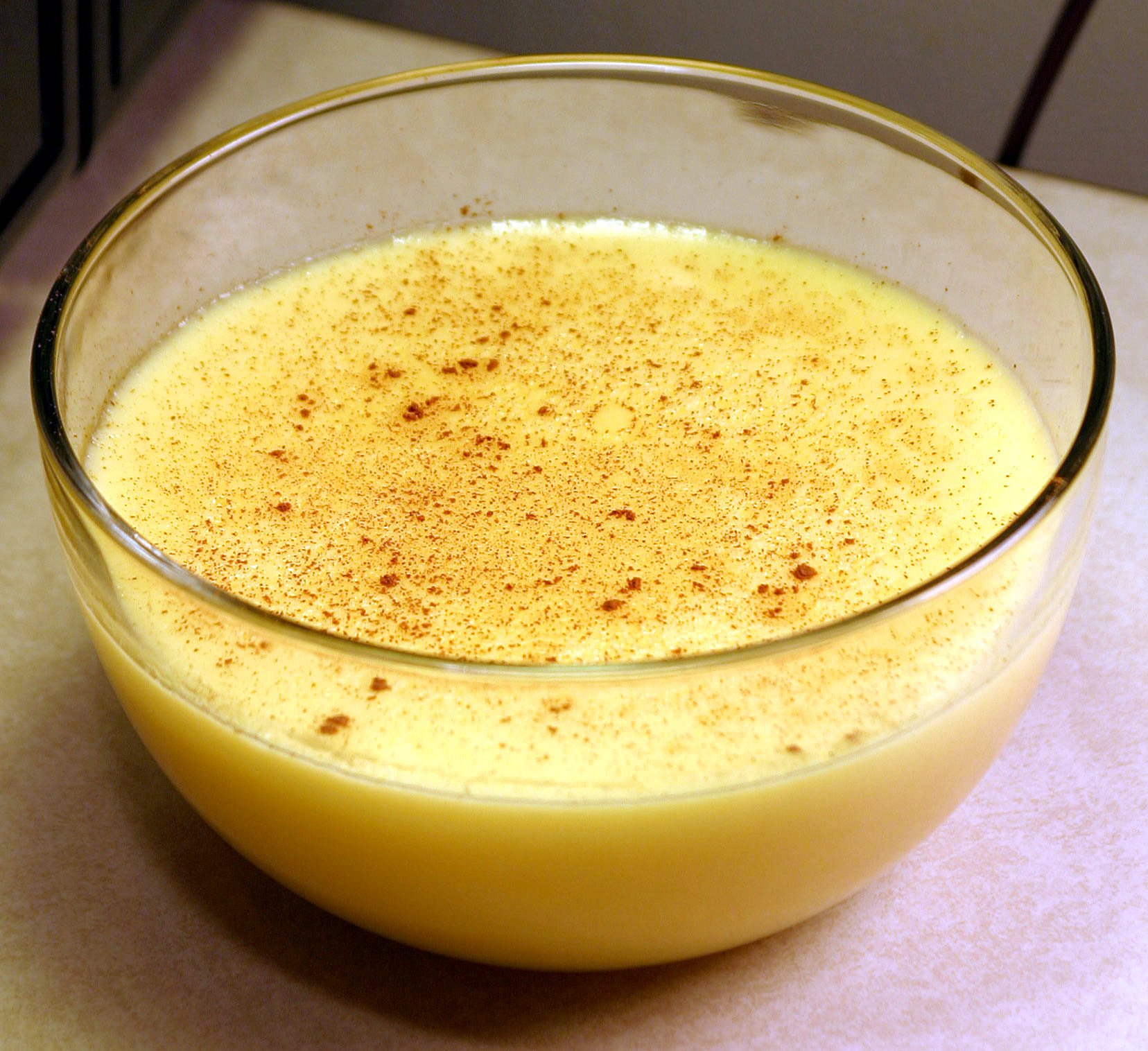
奶黃

（亦稱為蛋奶凍、蛋羹、蛋漿），泛指雞蛋與牛奶（或鮮奶油）混合後加熱而凝固而成的食品，大多數是應用於製作欧美甜品之内，少部分也作为中式甜点甚至蘸料使用。製作時常會視乎需要，混入砂糖、奶油、香料如香草、粟粉或明膠等。

## 物理特性
煮過的（已固定的）吉士酱是一種弱凝膠，有着獨特的觸變性和黏稠性質，屬於一種非牛頓流體，隨着處理的時間變長，會變得更容易去攪拌。這不像其他許多觸變性液體，隨着時間過去，其失去的黏稠度不會隨着時間而恢復。
利用未煮過的仿吉士粉（澱粉）混在水裡的懸浮液，用適當的比例，則展現出相反的流變屬性：它是負觸變性，或脹。